# Neuropsykiatri
Neuropsykiatri en en gren af lægevidenskaben der behandler mentale lidelser der stammer for sygdomme i nervesystemet. Det går forud for de nuværende discipliner psykiatri og neurologi, der har fælles træning. Men psykiatri og neurologi bliver siden splittet fra hinanden, og praktiseres separat. Ikke desto mindre er neuropsykiatri blevet et voksende speciale inden for psykiatri, og det er også tæt forbundet med områderne neuropsykologi og adfærdsneurologi, der er specialer inden for neurologi, der adresserer kliniske problemer med kognition og/eller adfærd skabt af hjerneskade eller hjernelidelser med forskellige etiologier.